# Acatita de Baján
Acatita de Baján es una población del estado mexicano de Coahuila, localizada en el municipio de Castaños, en el centro-este del estado en medio de una extensa zona desértica. Es conocida porque ahí tuvo lugar la aprehensión de Miguel Hidalgo y Costilla y los principales jefes insurgentes por las autoridades españolas en el año de 1811 durante la guerra de Independencia de México.

## Historia

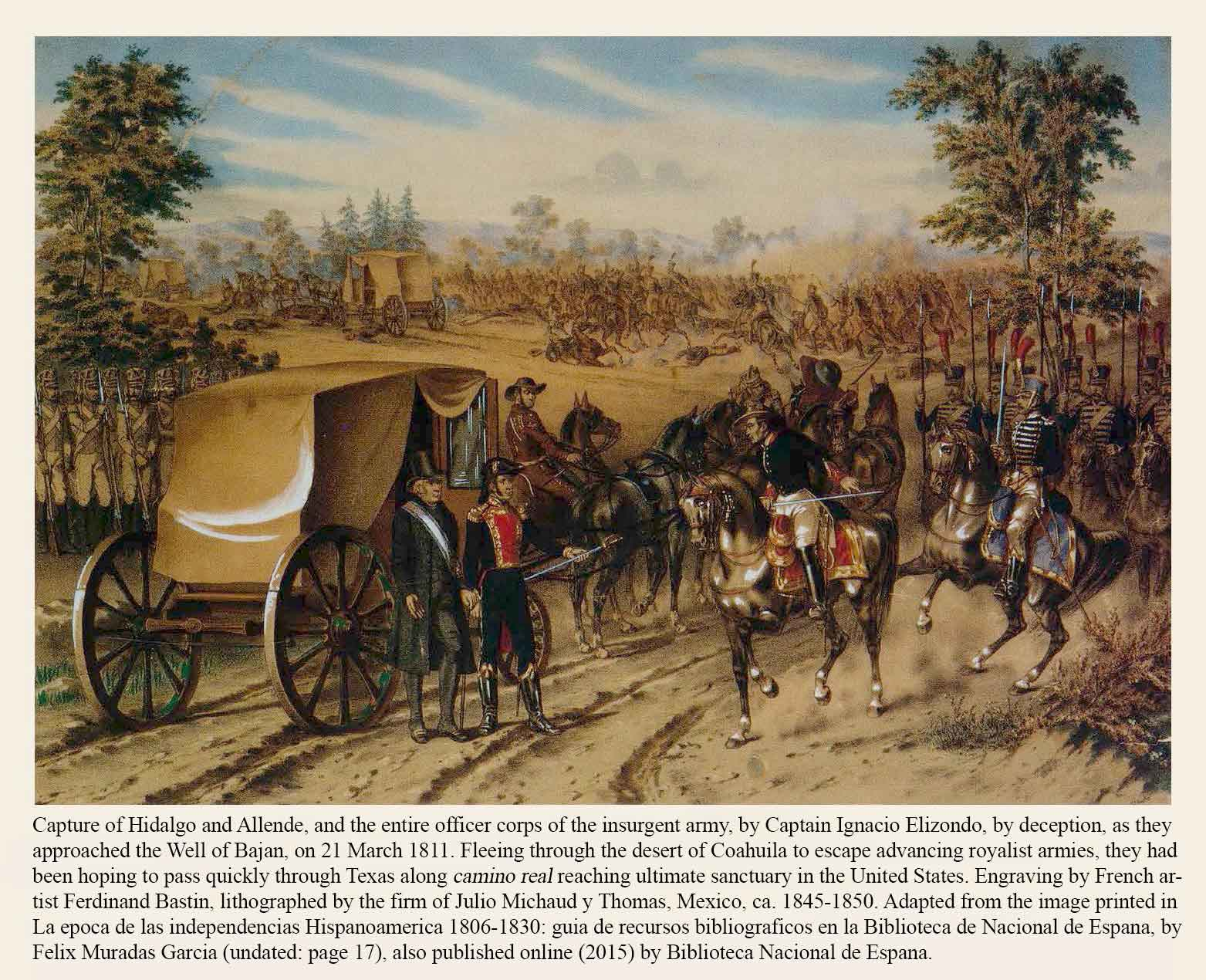
Captura de insurgentes en Baján el 21 de marzo de 1811.

El 21 de marzo de 1811 llegaron a Acatita de Baján las fuerzas del ejército insurgente, que tras la grave derrota sufrida frente a los realistas en la Batalla del Puente de Calderón huían hacia el norte buscando comprar armas en Estados Unidos. Mientras se dirigían a San Antonio de Béjar, Ignacio Allende recibió la invitación de Ignacio Elizondo, un oficial realista que se había pasado al bando insurgente, de detenerse en las norias de Acatita de Baján para que pudieran reabastecerse de agua. Elizondo les prometió brindarles protección con sus tropas, pero les traicionó y les tendió una emboscada. Únicamente Allende trató de oponer algún tipo de resistencia, pero en el intercambio de fuego resultó muerto su hijo Indalecio Allende; ante esto, él mismo se rindió y junto con Miguel Hidalgo, Juan Aldama, Mariano Abasolo, Mariano Jiménez y muchos otros, fueron conducidos primero al antiguo presidio de la población y luego enviados a Chihuahua, donde serían juzgados y posteriormente fusilados.

## Localización y demografía
Acatita de Baján es una pequeña población en medio del desierto. Se encuentra localizada en las coordenadas geográficas 26°32′03″N 101°14′24″O / 26.53417, -101.24000 y a una altitud de 840 metros sobre el nivel del mar. Tiene una población de 42 habitantes de acuerdo con los resultados del Conteo de Población y Vivienda realizado en 2005 por el Instituto Nacional de Estadística y Geografía, siendo estos 22 hombres y 20 mujeres. Debido a su aislamiento y casi nula actividad económica, Acatita de Baján tiene una población tan baja, incluso el censo de 1990 llegó a registrar la población como deshabitada.